# 드래그 킹

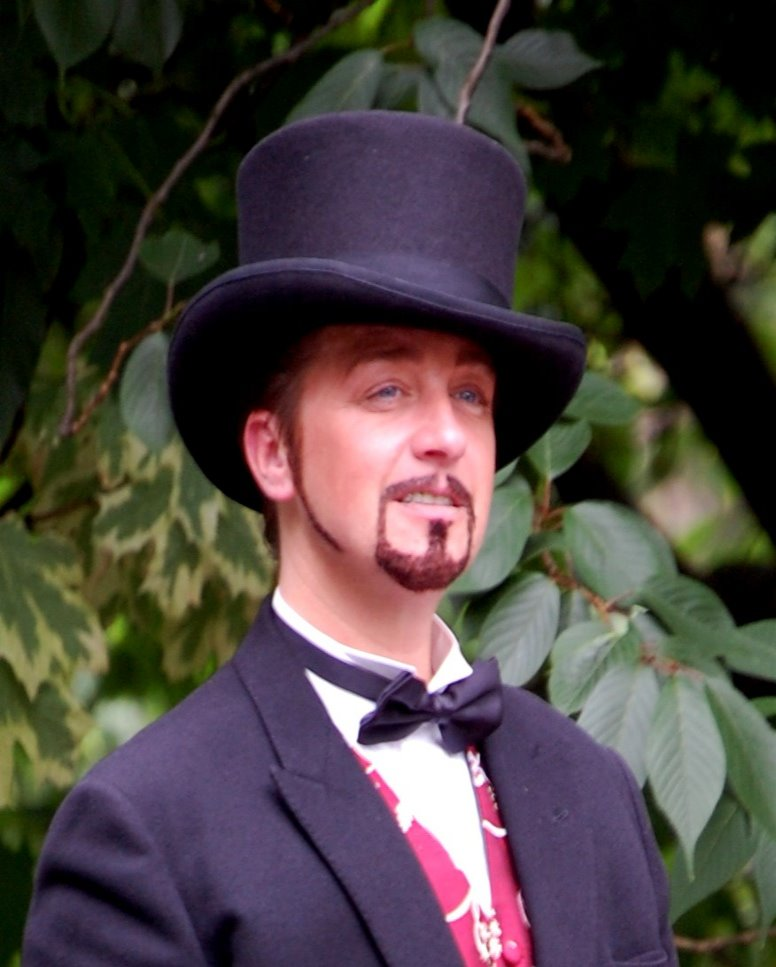
드래그 킹

드래그 킹(Drag king)은 성 고정관념에서 탈피해 남성적인 드랙을 수행하는 사람을 말한다. 마초 남성을 표현하는 일이 많고 엘비스 프레슬리처럼 남자 유명인처럼 꾸미기도 한다.

## 유명 인물
- 머리 힐

## 같이 보기
- 포스트젠더리즘
- 퀴어
- 다카라즈카 가극단
- 톰보이
- 트랜스베스티즘